# Ernesto Maria Ruffini
Ernesto Maria Ruffini (Palermo, 21 giugno 1969) è un avvocato italiano; è stato al vertice  dell'Agenzia delle entrate e dell'Agenzia delle entrate-Riscossione da luglio 2017 a settembre 2018 (dopo essere stato amministratore delegato di Equitalia a partire da giugno 2015) e poi, nuovamente, dal 31 gennaio 2020 al 31 dicembre 2024.

## Biografia
Figlio del politico e ministro Attilio Ruffini (nipote del cardinale e arcivescovo di Palermo Ernesto Ruffini), è fratello minore del giornalista Paolo, dal luglio 2018 prefetto del Dicastero per la comunicazione della Santa Sede.
Laureatosi in Giurisprudenza alla Sapienza - Università di Roma, è iscritto all'Ordine degli Avvocati dal 1998. Nello stesso anno inizia a lavorare come avvocato tributarista presso lo studio legale tributario dell'ex ministro Augusto Fantozzi, dove rimane fino alla nomina al vertice di Equitalia nel 2015.
Nel 2010 ha partecipato alla prima manifestazione della Stazione Leopolda a Firenze, allora organizzata da Giuseppe Civati e Matteo Renzi, durante la quale ha proposto un progetto di riforma fiscale, presentato come Fisco 2.0, che prevedeva la radicale digitalizzazione dei servizi ai contribuenti attraverso la progressiva introduzione di diversi strumenti, quali la dichiarazione dei redditi precompilata, la fatturazione elettronica, la trasmissione elettronica degli scontrini fiscali e la lotteria degli scontrini. L’insieme di tutte queste proposte sul Fisco 2.0, poi effettivamente realizzate, sono state successivamente raccolte nel libro L’evasione spiegata a un evasore: anche a quello dentro di noi, pubblicato nel 2013 con prefazione di Romano Prodi.
Nel 2014 viene chiamato a fare parte del Tavolo permanente per l’innovazione e l’agenda digitale italiana presso la Presidenza del Consiglio dei Ministri.
Autore di saggi e articoli sul diritto tributario e collaboratore di vari quotidiani, Ruffini è anche autore di libri di taglio divulgativo. Dopo "L'evasione spiegata a un evasore: anche a quello dentro di noi", nel 2022 ha pubblicato Uguali per Costituzione. Storia di un'utopia incompiuta dal 1948 ad oggi, ovvero, come scrive nella prefazione il Presidente della Repubblica Sergio Mattarella, "il racconto di come noi italiani siamo stati capaci di riempire di contenuto e spessore una parola speciale, impegnativa: uguaglianza".

## Incarichi istituzionali
Nel 2015 è nominato Amministratore delegato di Equitalia S.p.a. la società di proprietà dell’Agenzia delle entrate e di INPS, incaricata della riscossione pubblica.
Durante il triennio del mandato (2015-2017) è impresso un forte impulso alla digitalizzazione, come lo "sportello virtuale" per ricevere informazioni sulla propria posizione debitoria e dilazionare il pagamento delle cartelle, oppure l’introduzione del servizio di sms per rammentare la scadenza delle rate.
Anche per effetto delle novità introdotte, in quegli stessi anni viene migliorata la capacità di recupero dell’evasione fiscale.
Nel 2017, su proposta del Ministro dell’economia e delle finanze Pier Carlo Padoan, il Governo Gentiloni lo nomina Direttore dell’Agenzia delle entrate e dell’Ente Agenzia delle entrate-Riscossione, che nel frattempo aveva preso il posto di Equitalia.
Durante il suo mandato è riorganizzata l’Agenzia delle entrate e ampliato l’utilizzo dei servizi digitali, come la possibilità di prenotare un appuntamento via web o parlare in video-chiamata con un operatore senza doversi recare fisicamente allo sportello.
Viene inoltre introdotta la fatturazione elettronica, si riducono i tempi dei rimborsi fiscali, soprattutto Iva, e viene estesa la dichiarazione dei redditi precompilata, accompagnata da un prospetto che illustra come sono state impiegate dallo Stato le tasse versate.
Anche in conseguenza di questa spinta alla digitalizzazione, nel 2017 l’Agenzia delle entrate supera per la prima volta il traguardo dei 20 miliardi di recupero dell’evasione fiscale.

Sostituito nel 2018 dal Generale della Guardia di Finanza Antonino Maggiore per decisione del Governo Conte I, nel gennaio 2020, su proposta del Ministro dell’economia e delle finanze Roberto Gualtieri, il Governo Conte II gli affida nuovamente la guida dell'Agenzia delle entrate e dell'Agenzia delle entrate-Riscossione.
Durante la pandemia da Coronavirus, sulla base dei dati in suo possesso, l’Agenzia delle Entrate mette in piedi un sistema di incrocio dei dati che consente di erogare, direttamente sul conto corrente, oltre 20 miliardi di contributi a fondo perduto a favore di imprese, artigiani e professionisti colpiti dal calo dell’attività: un ruolo inedito che induce il Ministro dell’economia, Roberto Gualtieri, ad affermare ironicamente che l’Agenzia delle entrate per una volta fa l’Agenzia delle uscite. A questa cifra vanno poi aggiunti 30 miliardi di rimborsi fiscali.
Nel corso del secondo mandato di Ruffini l’Agenzia delle entrate amplia ulteriormente i servizi online a disposizione di cittadini e intermediari: rilascio di documenti (certificati, codice fiscale, tessera sanitaria), dichiarazioni di successione, richiesta di rimborsi fiscali, registrazione dei contratti d’affitto, consultazione delle banche dati catastali e ipotecarie.
Nel 2021 Mario Draghi, su proposta del Ministro Daniele Franco, conferma Ruffini nei suoi incarichi. Nel 2023 il governo Meloni conferma Ruffini a capo dell'Agenzia delle Entrate e dell’Agenzia delle Entrate-Riscossione.
Nel 2023, il risultato di recupero dell’evasione di Agenzia delle entrate e di Agenzia delle entrate-Riscossione ha raggiunto il record di oltre 31 miliardi di euro, di cui 24,7 miliardi di entrate erariali e 6,7 miliardi di entrate previdenziali e locali.
Il 13 dicembre 2024, in un'intervista al Corriere della Sera, annuncia l'intenzione di dimettersi dalla guida dell'Agenzia delle entrate.

## Opere
- Più uno. La politica dell'uguaglianza, Feltrinelli, 2025
- Uguali per Costituzione. Storia di un'utopia incompiuta dal 1948 ad oggi, con prefazione di Sergio Mattarella, Feltrinelli, 2022
- Il giudizio di Cassazione nel processo tributario, Giuffrè, 2016
- Strumenti di difesa del contribuente, dossier online, Il Sole 24Ore, 2014
- Poteri di Equitalia, dossier online, Il Sole 24Ore, 2014
- Modalità di riscossione dei tributi, dossier online, Il Sole 24Ore, 2014
- L'evasione spiegata a un evasore, (2013), con prefazione di Romano Prodi e postfazione di Vincenzo Visco (Ediesse)
- Fisco facile - Riscossione tributaria, Il Sole 24Ore, 2012
- Istituti deflativi del contenzioso tributario, Corso sui controlli del fisco e la difesa del contribuente, Il Sole 24Ore-Frizzera, 2011
- Codice del processo tributario, con la normativa fiscale e il codice di procedura civile, Il Sole 24Ore-Frizzera, I Ed. 2010; XV Ed. 2024
- Guida alla riscossione tributaria, prefazione di Augusto Fantozzi, Il Sole 24Ore-Frizzera, 2009; II ed. 2012
- Federalismo Fiscale - La grande illusione, Prefazione di Vincenzo Visco e postfazione di Sergio Cofferati, 2010
- Attacco alla Costituzione. Giorno per giorno, articolo per articolo (2010). Prefazione di Valerio Onida